# The Clearing Corporation
The Clearing Corporation (TCC) (früher bekannt als CCorp und Board of Trade Clearing Corporation / BOTCC) ist ein amerikanisches Clearing-Unternehmen mit Sitz in und seit dem 6. März 2009 Tochterunternehmen der Intercontinental Exchange.

## Hintergründe
Das Unternehmen wurde am 3. September 1925 gegründet und bietet seitdem Clearing für Futures- und Optionskontrakte an. Die Gesellschaft untersteht dem Recht des US-Bundesstaats Delaware. Anteilseigner sind 17 verschiedene Investmentbanken und Marktpfleger, die insbesondere im Geschäft mit Terminkontrakten aktiv sind.
Infolge der Finanzkrise ab 2007 und nach der Akquisition durch die ICE rückte TCC ins Rampenlicht, da an einem Angebot zum Clearing von Credit Default Swap gearbeitet wird. Durch das gestiegene Kontrahentenrisiko war der Handel von Credit Default Swaps quasi vollständig zum Erliegen gekommen. Durch die Einführung einer zentralen Clearingstelle und des Zentralen Kontrahenten wird gehofft, dieses systemische Risiko zukünftig zu eliminieren und so erneute Folgen dieser Art zu vermeiden.